# Псевдолипарисы
Псевдолипарисы (лат. Pseudoliparis) — род лучепёрых рыб из семейства липаровых отряда скорпенообразных (Scorpaeniformes). Виды данного рода, такие как P. amblystomopsis и P. swirei, обитают на рекордных глубинах 7,7 км и 8,336 км (нижний предел обитания рыб) в глубоководных желобах в северо-западной части Тихого океана.

## Классификация
В роде есть три признанных вида:
- Pseudoliparis amblystomopsis (Andriashev, 1955) — Глубоководный морской слизень
- Pseudoliparis belyaevi Andriashev & Pitruk, 1993 — Псевдолипарис Беляева[5]
- Pseudoliparis swirei Gerringer & Linley, 2017[6]